# Барско-Татаровский сельсовет
Ба́рское-Тата́ровский сельсове́т, Барско-Татаровский сельский Совет народных депутатов — упразднённая административно-территориальная единица, существовавшая в Вязниковском районе Владимирской области России до 2006 года. Ныне территория муниципального образования «Посёлок Мстёра» Вязниковского района.
Административным центром было село Барское-Татарово.

## Название
- 1924—1936 — Барско-Татаровский сельский Совет рабочих, крестьянских и красноармейских депутатов
- С 5 декабря 1936 — Барско-Татаровский сельский Совет депутатов трудящихся.
- С 7 октября 1977 года — Барско-Татаровский сельский Совет народных депутатов.
- С 3 декабря 1991 года — Барско-Татаровский сельский Совет народных депутатов и администрация сельского Совета.
- С октябре 1993 года — Барско-Татаровская сельская администрация Вязниковского района Владимирской области
- С 12.02.1999 — администрация Барско-Татаровского сельского округа Вязниковского района Владимирской области.
- С 2001 года — администрация Барско-Татаровского сельского округа округа Вязники Владимирской области.

## География
Территория в основном на реке Мстёрке (близ её впадения в реку Клязьму).

## История
Барско-Татаровский сельский Совет народных депутатов и его исполнительный комитет образован в 1924 году. Входил в состав Мстерской волости Вязниковского уезда.
В 1929 году волость упразднена, сельсовет вошел в состав Вязниковского района Владимирского округа Ивановской области.
С 14 августа 1944 года Барско-Татаровский сельский Совет работал под руководством Вязниковского районного Совета и его исполкома в составе Владимирской области.
В 1959 году в сельсовет вошли Мстерский и Раменский сельсоветы.
Упразднена в 2006 году в соответствии с Закон Владимирской области № 62-ОЗ. Согласно Закону территории бывших сельских округов: Барско-Татаровского, Вязовского и Станковского и посёлок городского типа Мстёра вошли в образованное городское поселение Мстёра.

## Состав
В 1924 году в состав входили деревни: Акиньшино, Барское Татарово, Бортниково, Ворошилиха, Гавриха, Губино, Дороново, Желобиха, Жары, Зубариха, Исаковка, Козловка, Ковыряиха, Коробы, Крутовка, Курмыш, Лосье, Лукино, Медведево, Митинская, Напалиха, Налескино, Новосёлка, Носково, Осинки, Раменье, Родиониха, Семейкино , Семынь, Свиново, Слободка, Спас-Иваново, Троицкое-Татарово, Федорково, Федосеиха, Черноморье , Яблонцы.
В 1977 году входили: Барское-Татарово, Дороново, Жары, Желобиха, пос. Заречный, Исаковка, Козловка, Крутовка, Налескино, Напалиха, Новосёлка, Раменье, Семынь, Слободка, Сосновка, Троицкое-Татарово, Федосеиха, Черноморье.

### Упразднённые населённые пункты
Решением облисполкома № 1086 от 22 сентября 1965 года деревня Медведево объединена с деревней Семейкино.
Решением райисполкома № 107 от 14.03.1973 года исключены из учётных данных деревни Губино, Лукино, Родиониха, Заовражная.
Решением Владимирского облисполкома № 773 от 26.06.1974 упразднены деревни Курмыш
Решением Владимирского облисполкома № 682 от 30.06.1977 упразднены деревни Ворошилиха, Гавриха, Зубариха, Федорково
Решением Владимирского облисполкома от 23.11.1983 года № 778/19 «Об изменениях в административно-территориальном делении области» исполнительный комитет Владимирского областного Совета народных депутатов решил исключить из учётных данных области фактически не существующие — деревни Акиньшино, Лосье.
Решением Владимирского облисполкома № 319 п/6 от 16.05.1986 г. «Об изменениях в административно-территориальном делении области» исключены из учётных данных следующие населенные пункты — Бортниково, Коробы, Семейкино.
Решением Владимирского облисполкома № 350 от 28.06.1988 упразднены Напалиха, Семынь, Сосновка.
Неизвестная дата — Митинская.

### Переименованные населённые пункты
В 1966 году деревня Ковыряиха переименована в деревню Заовражная, деревня Осинки переименована в деревню Сосновка.